# Голяк
Голяк (на албански: Gollak) е планински масив в източната част на Косово, разположен между Косово поле на запад, района на река Лаб на север и южното Поморавие.
Тук се намират столицата Прищина и град Гниляне.